# Comuna de Otmuchów
Otmuchów (polaco: Gmina Otmuchów) é uma gminy (comuna) na Polónia, na voivodia de Opole e no condado de Nyski. A sede do condado é a cidade de Otmuchów.
De acordo com os censos de 2006, a comuna tem 14 316 habitantes, com uma densidade 76 hab/km².

## Área
Estende-se por uma área de 187,41 km², incluindo:
- área agricola: 71%
- área florestal: 6%

## Demografia
Dados de 30 de Junho 2004:
|                      | Total   | Total | Mulheres | Mulheres | Homens  | Homens |
| -------------------- | ------- | ----- | -------- | -------- | ------- | ------ |
|                      | pessoas | %     | pessoas  | %        | pessoas | %      |
| População            | 14 338  | 100   | 7317     | 51       | 7021    | 49     |
| Densidade (pop./km²) | 76,2    | 100   | 38,9     | 38,9     | 37,3    | 37,3   |

De acordo com dados de 2002, o rendimento médio per capita ascendia a 1228,91 zł.

## Subdivisões
- Broniszowice, Buków, Goraszowice, Grądy, Janowa, Jarnołtów, Jasienica Górna, Jodłów, Kałków, Quieve, Kwiatków, Lasowice, Ligota Wielka, Lubiatów, Łąka, Maciejowice, Malerzowice Małe, Meszno, Nadziejów, Nieradowice, Piotrowice Nyskie, Ratnowice, Sarnowice, Siedlec, Suszkowice, Starowice, Śliwice, Ulanowice,  Wierzbno, Wójcice, Zwanowice.

## Comunas vizinhas
- Głuchołazy, Kamiennik, Nysa, Paczków, Pakosławice, Comuna de Ziębice.